# Alexander Eckmayr
Alexander Eckmayr (* 6. Juli 1999 in München) ist ein österreichischer Fußballtorwart.

## Karriere
Eckmayr begann seine Karriere beim FC Wacker Tirol, der 2007 in FC Wacker Innsbruck umbenannt wurde. Ab 2013 spielte er zudem in der AKA Tirol, in der er 2017 zuletzt zum Einsatz kam.
Im Mai 2016 stand er gegen Schwarz-Weiß Bregenz erstmals im Kader der Amateure seines Stammklubs Wacker Innsbruck. Im Juni 2016 debütierte er für diese in der Regionalliga, als er am 30. Spieltag der Saison 2015/16 gegen die Amateure des SCR Altach in der Startelf stand.
Im Mai 2018 stand Eckmayr gegen den Floridsdorfer AC schließlich auch erstmals im Kader der Profis, kam jedoch zu keinem Einsatz. Zu Ende der Saison 2017/18 stieg er sowohl mit der Zweitmannschaft der Innsbrucker in die 2. Liga als auch mit der ersten Mannschaft in die Bundesliga auf.
Nach dem Aufstieg debütierte er im Februar 2019 in der zweithöchsten Spielklasse, als er am 16. Spieltag der Saison 2018/19 gegen den FC Juniors OÖ in der Startelf stand. Zur Saison 2019/20 rückte er in den Kader der ersten Mannschaft von Wacker Innsbruck. Für diese kam er insgesamt zu 30 Zweitligaeinsätzen. Das finanziell gebeutelte Wacker konnte im April 2022 die Gehälter der Spieler nicht mehr bezahlen, woraufhin es den Spielern frei stand, den Klub zu verlassen. Eckmayr machte von diesem Recht Gebrauch und beendete den Vertrag Anfang Mai 2022 vorzeitig.
Nach einem halben Jahr ohne Klub wechselte er im Jänner 2023 zum Regionalligisten WSC Hertha Wels. Für die Hertha absolvierte er bis zum Ende der Saison 2022/23 14 Regionalligapartien. Zur Saison 2023/24 wechselte Eckmayr zum Bundesligisten SCR Altach, bei dem er einen bis Juni 2024 laufenden Vertrag erhielt. Für Altach kam er zu einem Einsatz in der Bundesliga.
Nach seinem Vertragsende verließ er Altach nach der Saison 2023/24 und wechselte zum Ligakonkurrenten WSG Tirol.